# 請問，還有哪裡需要加強
《請問，還有哪裡需要加強》，是一部2023年的臺灣愛情喜劇電影，由九把刀執導和編劇，宋芸樺、春風、柯震東、蔡昌憲和應朗丰主演，講述髮型助理阿芬和黑幫大佬泰哥之間的愛情故事。
該電影於2023年6月22日在臺北電影節首映，並於2023年7月26日在臺灣院線公映。

## 劇情背景
故事講述黑幫大佬泰哥在一次被追殺時躲進髮型助理阿芬的髮型屋而避過一劫，此後便深深愛上阿芬，並開始對她展開追求。

## 演員
- 宋芸樺 飾演 趙懿芬／阿芬：沒有天份的髮型助理[2]。因仍在學徒階段，在美滿理髮廳擔任洗頭小妹。
- 洪瑜鴻（春風） 飾演 鄭吉泰／龍柱阿泰：原為黑幫共興會老大興哥的左右手，在興哥死後成為老大[2]。在魚仔的建議下，稱號龍柱。
  - 胡智強 飾演 年輕的泰哥[2]
- 柯震東 飾演 高腳仔：泰哥的左右手，跟眼鏡仔一同投資NFT[2]。
- 蔡昌憲 飾演 魚仔：泰哥的手下，喜歡阿娟[2]。
- 飾演 Bryan：泰哥的手下，經常模仿高腳仔的造型和行為[2]。
- 禾浩辰 飾演 鄭旭翔：阿芬喜歡多年的職業棒球手，與泰哥相熟的學弟[2]。
- 蔡凡熙 飾演 張正國：研究生，阿芬的劈腿前男友[2]。
- 百白 飾演 阿娟：髮型師，阿芬的同事[2]。
- 金美滿：飾演 美滿理髮廳老闆娘，即阿芬與阿娟的老闆。
- 鍾欣凌 飾演 阿芬的母親[2]
- 屈中恆 飾演 阿芬的父親[2]
- 洪都拉斯 飾演 北海老大：與泰哥前老大敵對的黑幫老大[2]。
- 郭子乾 飾演 權老頭：表面上經營建設公司的黑幫老大[2]。
- 夏騰宏 飾演 眼鏡仔：為權老頭管理賬目的左右手，與高腳仔相熟[3]。
- 苗可麗 飾演 黃金姨，黑道大姐，經常與阿泰，權老頭，北海老大商討都更的利益分配。[2]
- 羅謙紹 飾演 趙志豪：阿芬的弟弟[2]。
- 周群達 飾演 東莞哥：泰哥的好友，曾在他落難逃到深圳時幫助他[4]。
- Alizabeth娘娘 飾演 健身房老闆（泰國黑幫老大）[5]
- 林志儒 飾演 警察局長，在興哥葬禮時現身。
- 吳夢夢 飾演 酒店小姐。
- 夏晴子 飾演 酒店小姐。
- 孟若羽 飾演 酒店小姐。
- 艾秋 飾演 酒店小姐。
- 洋蔥（陳皓宇）飾演 冰店的情侶的男生。
- 段鈞豪 飾演 興哥，前共興會老大，被泰國殺手暗殺。

## 發行
《請問，還有哪裡需要加強》於2023年6月22日在臺北電影節上作為開幕片首映，並於2023年7月26日在臺灣院線公映。該電影於2023年8月24日在香港上映。

## 票房
截至2023年12月24日，該電影於台灣院線銷售成績為累積銷售票數為286,867張，累積銷售金額為70,644,893元新台幣。

## 獎項
| 年份 | 頒獎典禮         | 獎項         | 入圍者                 | 結果 |
| ---- | ---------------- | ------------ | ---------------------- | ---- |
| 2023 | 第60屆金馬獎     | 最佳新演員   | 洪瑜鴻（春風）         | 提名 |
| 2023 | 第60屆金馬獎     | 最佳美術設計 | 吳若昀                 | 提名 |
| 2023 | 第60屆金馬獎     | 最佳造型設計 | 葉嘉茵、蕭百宸、劉顯嘉 | 提名 |
| 2023 | 第60屆金馬獎     | 最佳動作設計 | 洪昰顥                 | 提名 |
| 2024 | 第26屆台北電影獎 | 最佳導演     | 九把刀                 | 提名 |
| 2024 | 第26屆台北電影獎 | 最佳編劇     | 九把刀                 | 提名 |
| 2024 | 第26屆台北電影獎 | 最佳男配角   | 柯震東                 | 提名 |
| 2024 | 第26屆台北電影獎 | 最佳新演員   | 洪瑜鴻（春風）         | 提名 |
| 2024 | 第26屆台北電影獎 | 最佳剪輯     | 蘇珮儀                 | 提名 |
| 2024 | 第26屆台北電影獎 | 最佳造型設計 | 葉嘉茵                 | 提名 |
| 2024 | 第26屆台北電影獎 | 最佳聲音設計 | 高偉晏、鄭元凱、朱仕宜 | 提名 |

## 外部連結
- 豆瓣电影上《請問，還有哪裡需要加強》的資料 （简体中文）